# Burris B. Cunningham
Burris Bell Cunningham (* 16. Februar 1912 in Springer (New Mexico); † 28. März 1971 in Berkeley (Kalifornien)) war ein US-amerikanischer Chemiker, bekannt für seine Beiträge zur Chemie der Transurane (Actinoide).
Cunningham studierte an der University of Southern California und ab 1931 an der Universität Berkeley mit dem Bachelor-Abschluss in Chemie 1935 und der Promotion in Biochemie (The metabolism of Paramecium caudatum) bei Paul Leland Kirk 1940. Dort wurde er zum Beispiel beim Studium des Stoffwechsels einzelner Bakterienzellen mit mikrochemischen Verfahren vertraut, die ihm bald darauf bei der Chemie der Transurane nützlich sein sollten.  Ab Juni 1942 war er im Manhattan Project an der Universität Chicago, wo er mit Louis B. Werner (seinem engsten Mitarbeiter) und Glenn T. Seaborg am 20. August 1942 erstmals sichtbare und am 10. September wägbare Mengen eines synthetischen Elements – Plutonium – isolierten. Dabei entwickelten sie Techniken der Ultramikrochemie, und maßen 2,77 Mikrogramm Plutoniumoxid auf einer selbstgebauten Quarzfaser-Waage. Ihre Methoden waren die Voraussetzung dafür, in den folgenden Monaten und Jahren die physikalisch-chemischen Eigenschaften von Plutonium zu erforschen, was in der von Cunningham geleiteten Gruppe erfolgte. 1946 ging er wieder als Assistant Professor nach Berkeley, wo er mit Mitarbeitern erstmals wägbare Mengen weiterer Transurane isolierte (Americium, Berkelium, Californium, Einsteinium) und in Experimenten nur mit Nanogramm-Mengen Informationen über deren chemische Eigenschaften erhielt (oftmals standen die an Zyklotronen neu erzeugten Elemente nur in solch geringen Mengen zur Verfügung). Zu seinen engen Mitarbeitern und Kollegen am Radiation Laboratory gehörten Seaborg und  Stanley G. Thompson. 1948 wurde er Associate Professor und 1953 Professor in Berkeley.